# La Promesa (serie de 2011)
La Promesa es una serie de televisión británica de cuatro capítulos escritos y dirigidos por Peter Kosminsky y con música compuesta por Debbie Wiseman. Cuenta la historia de una joven que viaja a la Israel y la Palestina de la actualidad para seguir los pasos de su abuelo, que fue soldado en los últimos años del Mandato británico de Palestina. Se estrenó en Channel 4 el 6 de febrero de 2011.

## Reparto
- Claire Foy como Erin Matthews.
- Cristiano Cooke como el sargento Leonard Matthews
- Itay Tiran como Paul Meyer.
- Katharina Schüttler como Clara Rosenbaum.
- Yvonne Catterfeld como Ziphora.
- Haaz Sleiman como Omar Habash.
- Ali Suliman como Abu-Hassan Mohammed.
- Perdita Weeks como Eliza Meyer.
- Ben Miles como Max Meyer.
- Smadar Wolfman como Leah Meyer.
- Holly Aird como Chris Matthews.
- Hiam Abbass como la anciana Jawda.
- Lukas Gregorowicz como el Capitán Richard Rowntree.
- Luke Allen-Gale como el cabo Jackie Clough.
- Iain McKee como el sargento Hugh Robbins.
- Paul Anderson como el sargento Frank Nash.
- Max Deacon como el soldado Alec Hyman.
- Pip Torrens como el alcalde John Arbuthnot.

## Temas abordados en la serie
- Liberación británica del campo de concentración de Bergen-Belsen.
- Atentado del Hotel Rey David de Jerusalén, perpetrado por el grupo terrorista judío Irgún, en el que murieron más de 90 personas y otras 46 resultaron heridas.
- La vida en las aldeas de Ein Hawd y Ein Hod.
- El incidente de los sargentos: el secuestro de dos soldados británicos y su posterior ejecución por parte de grupos terroristas judíos como represalia por las ejecuciones de otros terroristas judíos en Palestina.
- Conflicto palestino-israelí en Hebrón.
- Masacre de Deir Yassin, ejecución de más de un centenar de civiles en la aldea palestina de Deir Yassin por parte de los grupos terroristas Irgún y Leji.
- La Batalla de Haifa (1948).
- La Nakba ("la catástrofe" en árabe) , la expulsión o huida forzada de más de 700.000 civiles palestinos de sus hogares como consecuencia del avance de las tropas judías durante la guerra árabe-israelí de 1948.
- Conflicto entre Israel y las facciones palestinas de la Franja de Gaza.
- Demolición de viviendas en el conflicto palestino-israelí.

## Argumento

### Capítulo 1

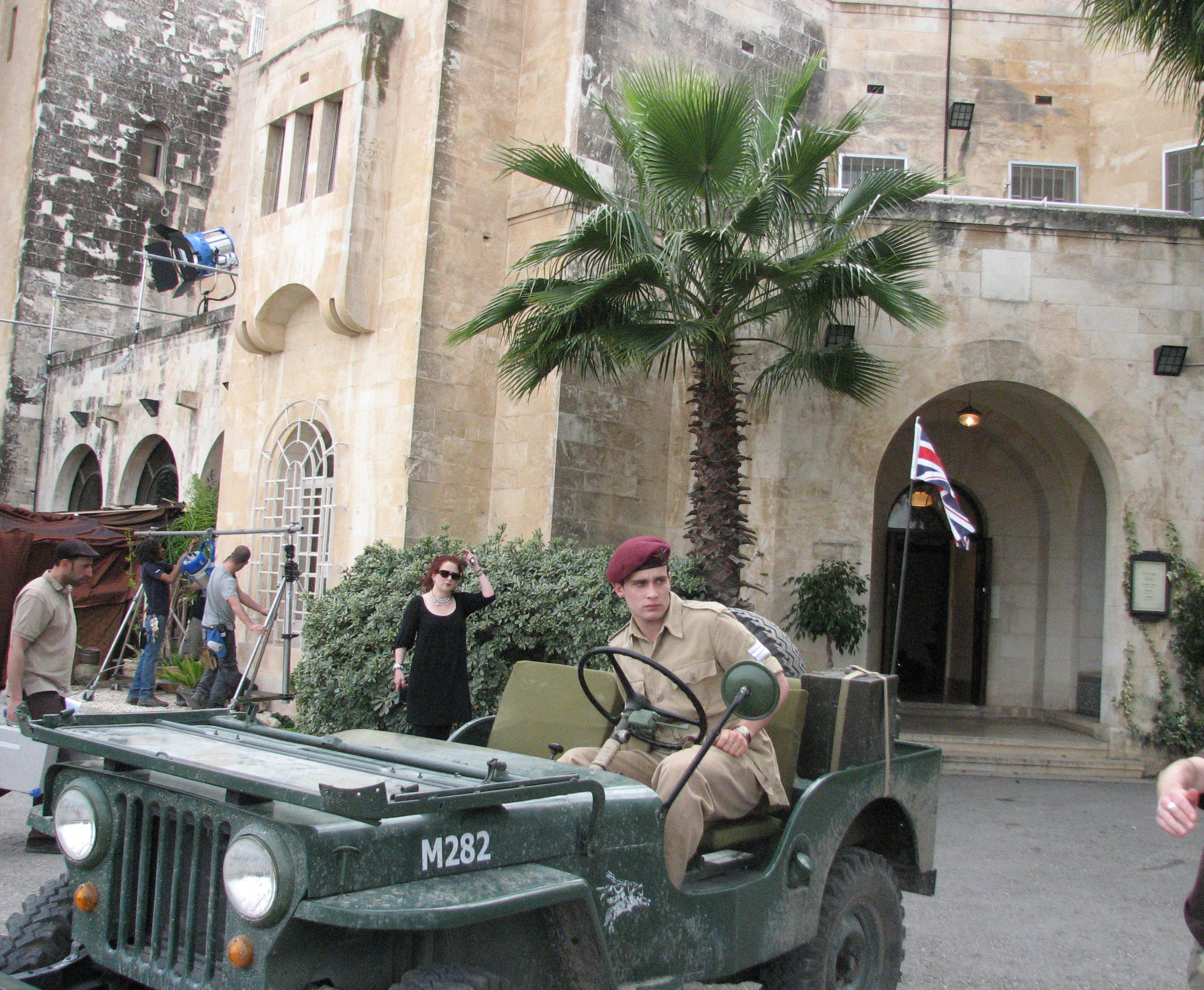
Escena del rodaje en 2010.

Erin Matthews es una chica británica de dieciocho años a punto de comenzar su año sabático. La llevan a regañadientes a visitar a su abuelo Len, que con ochenta años se encuentra paralizado en el hospital a causa de una apoplejía. Erin apenas lo conoce pero, mientras ayuda a su madre a vaciar su piso, encuentra un diario del tiempo en el que sirvió como sargento en la 6ª División Aerotransportada, estacionada en el Mandato británico de Palestina tras la Segunda Guerra Mundial. Su madre quiere tirarlo a la basura pero ella lo guarda a escondidas. Poco después, decide aceptar la propuesta de su mejor amiga, Eliza, que le ha invitado a ir con ella a Israel, donde esta última va a prepararse para cumplir con el servicio militar obligatorio. Erin comienza a leer el diario en el vuelo hacia Israel y se siente fascinada por la historia de su abuelo, que comienza describiendo el que llama "el peor día de mi vida hasta ahora": el horror sentido durante la liberación del campo de concentración de Bergen-Belsen. De ahí en adelante, la serie va intercalando ambas historias: la de Erin en 2005 y la de Len en los años cuarenta.
La unidad de Len ha sido destinada a la base Stella Maris, cerca de Haifa, como parte de las fuerzas del Mandato británico de Palestina encargadas de mantener la frágil paz entre los árabes palestinos y la creciente población judía. Su primer tarea es reunir a un grupo de refugiados judíos que acaban de desembarcar y llevarlos a un centro de detención. Las duchas forzosas y las alambradas le traen a Len recuerdos de lo que ha sido testigo en Alemania.
Al regresar a la playa, Len se encuentra con una refugiada rezagada. Cuando estaba a punto de dejarla ir, una patrulla se cruza con ellos; Len recibe una reprimenda en la que su comandante enfatiza el riesgo de una insurrección árabe en caso de que no se controle la inmigración judía. En el City Hospitality Club de Haifa, un cabo a las órdenes de Len llamado Jackie Clough le presenta a dos chicas judías: Ziphora y Clara. Clara le explica que el objetivo del club es generar una buena imagen de los judíos y que a ella le pagan por estar allí. Mientras tanto, Len dirige una búsqueda en el kibutz de Kiryat Haim, pero no encuentra nada. Alguien le dice que todas las secretarias de la base Stella Maris son judías y que las filtraciones son algo muy frecuente.
Clara le invita a tomar un té en su casa, donde su padre intenta sacarle información sobre la base de Stella Maris. El superior de Len, Rowntree, anima a Len a que contacte con las organizaciones clandestinas judías y le sugiere que sería más seguro quedar con sus miembros en un lugar público que en el piso de Clara. Sin embargo, cuando un miembro de estas organizaciones clandestinas iba a establecer contacto con Len, la policía británica de patrulla en la zona lo mata de un disparo. Len descubre que le habían tendido una trampa. Poco después, cuando estaba realizando una patrulla en un vehículo blindado, alguien vacía un orinal sobre los soldados. Al volver a la base, un grupo de paramilitares judíos ametralla a varios de los hombres de Len, incluidos varios que reciben disparos por la espalda mientras se duchaban. Len va a ver a Clara, cuyo padre se disculpa por lo que les ha sucedido a sus hombres, pero le advierte de que ya no es bienvenido en esa casa. Sin embargo, Clara sigue a Len escaleras abajo y le abraza.

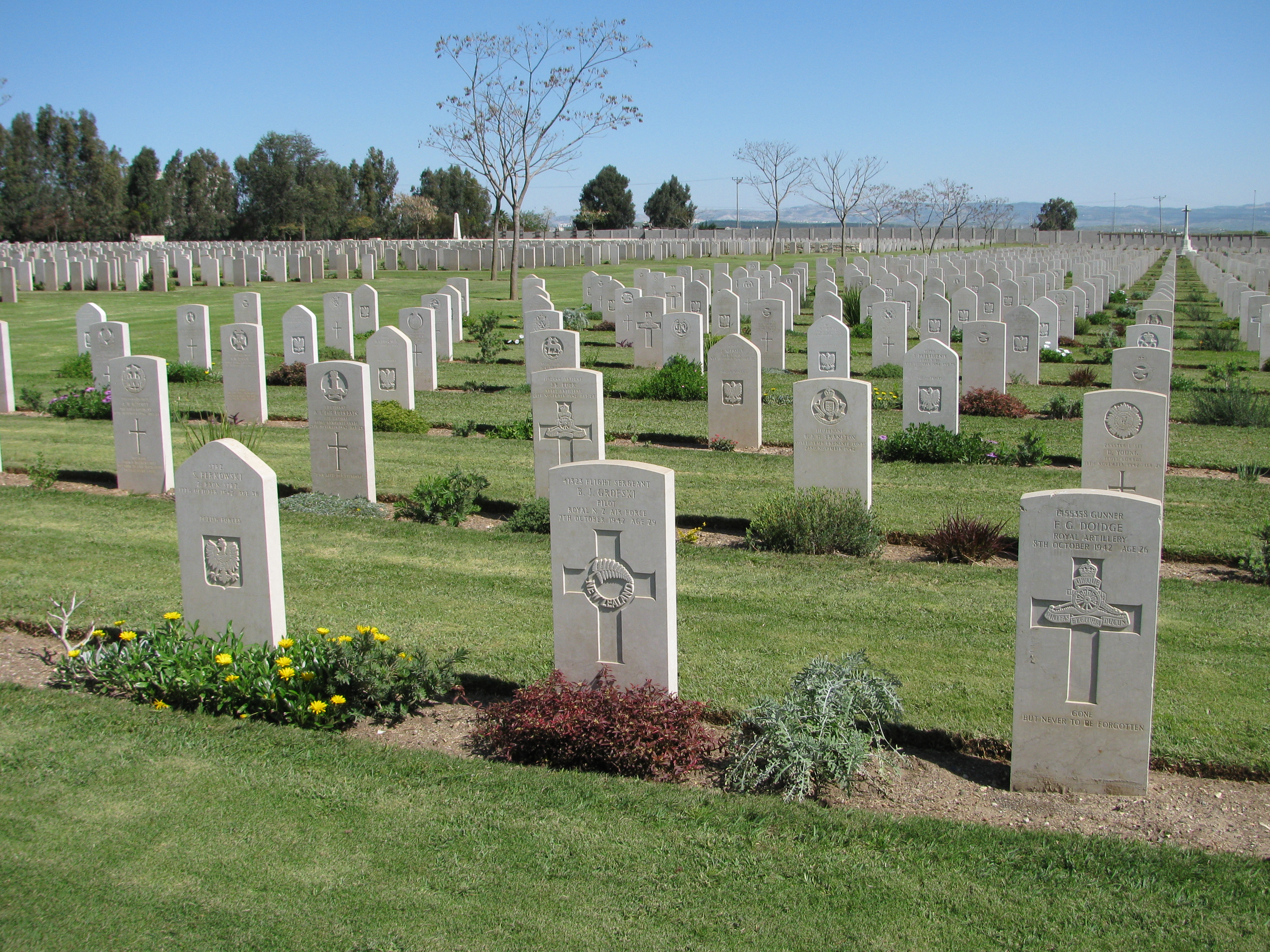
Cementerio de la Commonwealth en Ramla.

Mientras tanto, en 2005, Erin se queda a vivir con la adinerada familia de Eliza, quienes conducen un Mercedes y viven en una casa de playa con piscina en Cesarea. Eliza lleva a Erin de compras y de fiesta por Tel Aviv, aunque todo termina cuando las luces de una discoteca causan a Erin un ataque de epilepsia. Erin conoce al hermano de Eliza, Paul, a quien su hermana describe como un "loco" que ha salido del ejército transformado en un activista por la paz. El padre de Paul y Eliza es un exgeneral crítico con la ocupación israelí de Palestina y de ideología liberal. Él y Paul discuten sobre política a la hora de la cena. Según Paul, el liberalismo de su padre es negativo porque lleva a muchas personas a pensar que Israel es un país normal; afirma que en realidad se trata de un país dominado por el ejército y dirigido por exlíderes militares. Erin pide a Paul que le lleve a ver la tumba de uno de los compañeros de Len, de quien acaba de leer en el diario que ha sido asesinado en el ataque de los paramilitares judíos a la base. En el Cementerio de Guerra de la Commonwealth de Ramla encuentra las tumbas de dos personas más que aparecen en el diario: los sargentos Robbins y Nash, que todavía seguían vivos en el punto de la lectura en el que Erin se encontraba.
Paul la lleva a través de un puesto de control en los Territorios Ocupados. En Nablus, Erin le oye hablar en un mitin de Combatientes para la Paz junto con Omar, un exmiembro de las Brigadas de los Mártires de al-Aqsa. Al final de la reunión, ambos se estrechan la mano y Paul lleva a Omar a su casa del lado israelí de la frontera. Aunque pueden pasar sin problemas por el puesto de control israelí, Omar vuelve atrás y discute con los policías de fronteras por haber dividido a una pareja, tras lo cual es detenido. Paul condena los puestos de control y los califica de una manera más de hacerles difícil la vida a los palestinos, y señala un punto en el que el muro de separación israelí ha partido en dos un pueblo palestino, argumentando el sinsentido de este muro puesto que un terrorista podría vivir tanto en un lado del pueblo como en el otro. Van a una cafetería y, cuando vuelven al coche, Paul se da cuenta de que ha olvidado la cartera en la mesa. Cuando vuelve a la cafetería, el edificio vuela por los aires a causa de un atentado suicida.

### Capítulo 2

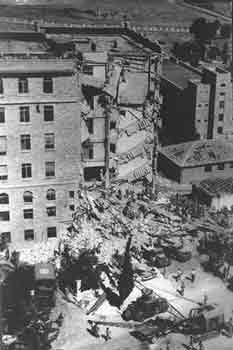
El Hotel Rey David de Jerusalén tras el atentado de julio de 1946.

Len castiga a unos soldados que están maltratando al sirviente palestino de la compañía. Más tarde, en el club, Clough se burla de Len afirmando que Clara solo busca obtener un pasaporte de su boda. Len lleva a Clara a casa de camino a una reunión pero, como no hay nadie en casa, ella se lo lleva a la cama y le pide que se quede más tiempo con ella, aunque él contesta que tiene que acudir a una reunión. La reunión, en el Hotel Rey David de Jerusalén, es una sesión informativa sobre la "Operación Bulldog", un inminente cerco perimetral y registro de Tel Aviv. De repente hay una explosión en el interior. Algunos civiles de la sala de al lado salen al balcón y, cuando Len acude para pedirles que se alejen de la ventana, tiene lugar una segunda y más potente explosión. Cuando Len recupera el conocimiento, se da cuenta de que toda un ala del edificio ha sido destruida.
En 2005, los equipos de rescate llegan para ayudar a los heridos en la explosión de la cafetería. En el hospital, Erin recorre diversas habitaciones con heridos hasta encontrar a Paul, justo en el momento en el que llega su padre. Paul está vivo, pero tiene la pierna, el brazo y un ojo vendados.
Len desentierra el cadáver de una mujer de entre los escombros del Hotel Rey David. Esa noche, Len insulta a Clara y la acusa de haberle ocultado información sobre el atentado y de haber intentado retenerlo en su casa para protegerlo. Clara se defiende y alega que solo quería demostrarle que lo amaba. En la base, el sirviente alerta a Len de que a Alec Hyman, un judío que forma parte de su unidad, le están dando un "baño del regimiento" como represalia. Len detiene el castigo y da las gracias a su sirviente, de quien por fin conoce el nombre: Mohammed. Comienza la Operación Bulldog y el pelotón de Len asalta una casa en la que se escondía uno de los terroristas del atentado contra el Hotel Rey David, pero este había sido informado de antemano y ha huido. Los propietarios del edificio se quejan de que los han obligado a alojar a miembros del Irgún, pero sus protestas no sirven de nada y son detenidos, tras lo que la casa es demolida. Poco después se realiza una redada en el kibutz Mesheq Yagur, en la que Len descubre un importante alijo de armas escondido en una habitación infantil, bajo un tiovivo. De vuelta a la base, unos niños con flores en las manos cantan una serenata a los soldados. Rowntree comenta que las flores son amapolas, o kalaniot en hebreo: "rojo por la boina de los soldados y negro por su corazón". Len da su ramo a Mohammed y poco después descubre que le ha puesto en un compromiso, dado que ahora Mohammed debe invitarle a cenar. Por lo tanto, visita a Mohammed en su casa y cena con toda su familia. Al terminar la cena se toman una fotografía grupal en la entrada de la casa de Mohammed.

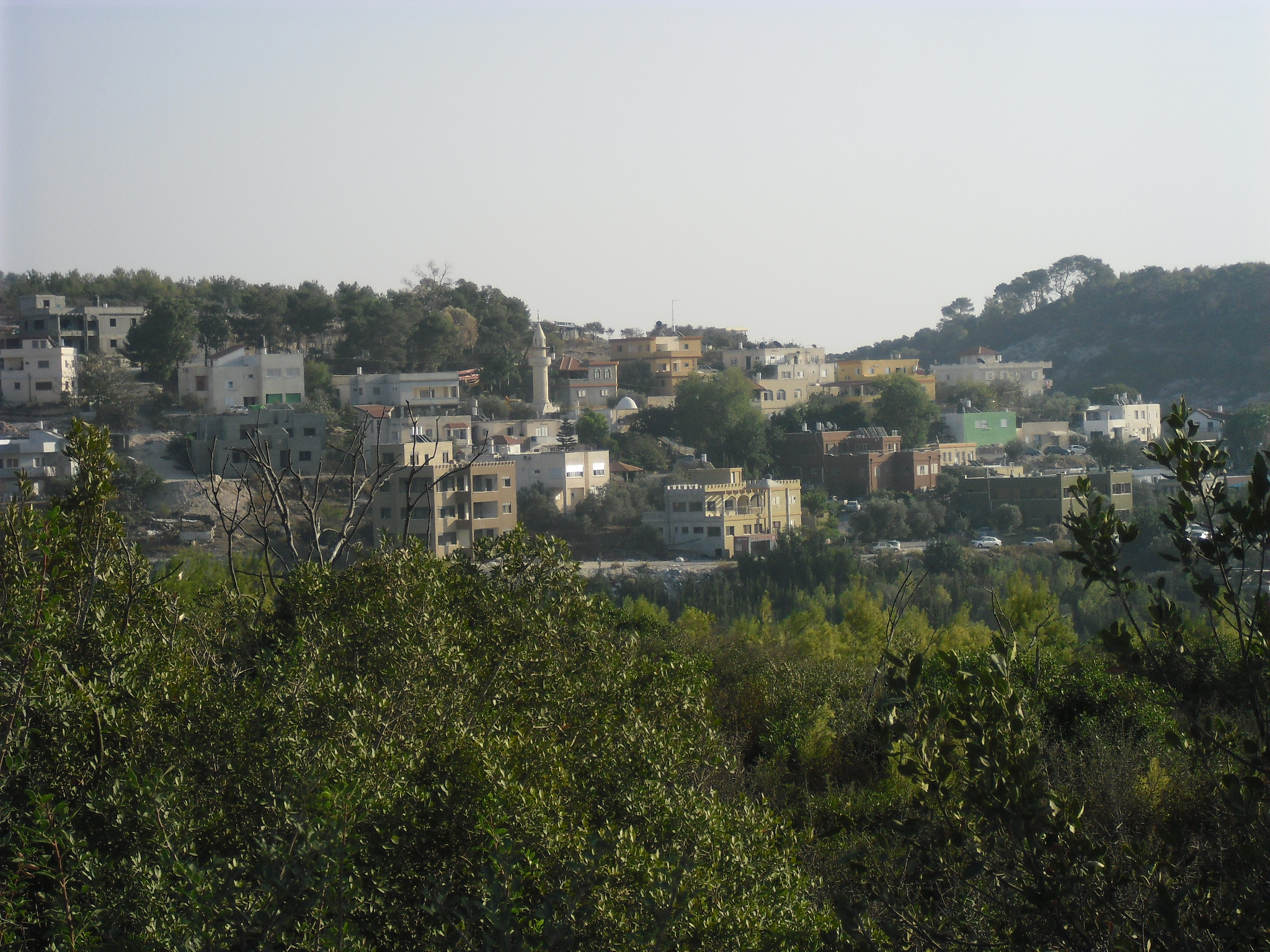
Ein Hod

La madre de Paul llama "animales" a los terroristas suicidas de la cafetería. Paul le responde que debería contarle a Erin la historia de algunos de los "animales" que volaron el Hotel Rey David, incluido su propio padre. Erin está a punto de volver a casa pero, tras leer la última página del diario de Len, encuentra una llave en un sobre. Len escribe que se enfrenta a una pena de prisión y que ha decepcionado a todos los que confiaron en él, y expresa su deseo de devolver la llave a Mohammed. Obsesionada por el descubrimiento de la llave y de que su abuelo ha sido infeliz toda su vida, Erin decide quedarse y seguir investigando. Busca el número de teléfono de Omar en la agenda de Paul y consigue que Omar la lleve a Ein Hawd, el lugar donde el diario dice que se encontraba la casa de Mohammed. Descubre que aquella localidad se llama ahora Ein Hod y es un centro artístico judío. Algunas personas le dicen que los palestinos se fueron en 1948, aunque algunos regresaron para fundar un nuevo Ein Hawd en lo que antes eran las huertas del pueblo. Piden a un anciano que vuelva con ellos a lo que una vez fue su pueblo y así consiguen averiguar lo que le sucedió a la casa de Mohammed. El anciano agradece a Erin que le haya llevado a su antiguo pueblo, aunque admite que ha sido muy doloroso. Le da a Omar la dirección de la familia de Mohammed, que se encuentra en la ciudad palestina de Hebrón, pero cuando Erin pide a Omar que lo lleve, este le sugiere que Paul sería un mejor guía, ya que fue allí donde cumplió su servicio militar.
Erin y Eliza visitan al abuelo de esta última. No se muestra arrepentido de lo que hizo y les recuerda que su padre, madre, hermana y hermano murieron en los campos de exterminio nazis. Declara que su generación se había propuesto que los judíos nunca más capitularan ante el genocidio y querían asegurarse una tierra en la que pudieran estar seguros para siempre. Les explica que los británicos se interponían en su camino, así que los eliminaron.
Len, Jackie y otro soldado, estando fuera de servicio, sufren una emboscada mientras conducen un jeep a través de un pueblo. Len llega a coger su revólver, pero dos hombres con pistolas tirotean a los tres soldados. Len y Jackie agonizan mientras el resto de la gente los ignora y sigue con su vida en las cafeterías.

### Capítulo 3
Estando en el hospital, Len muestra su compasión por Avram Klein (un terrorista judío que ha recibido un disparo en la mandíbula después de haber disparado a tres policías británicos), incluso después de presenciar un intento violento de liberarle. Rowntree pide a Len que convenza a Klein de apelar al Comité Judicial del Consejo Privado para así tratar de evitar su aparentemente inevitable ejecución. Len encuentra a Klein en una celda de confinamiento solitario en Acre, pero este no se muestra dispuesto a apelar, pues cree que todo movimiento necesita sus mártires. Mientras tanto, Len ha empezado a dar clases de matemáticas al hijo de Mohammed, Hassan. Clara comienza a advertir miradas hostiles de aquellos que piensan que está confraternizando con el enemigo.

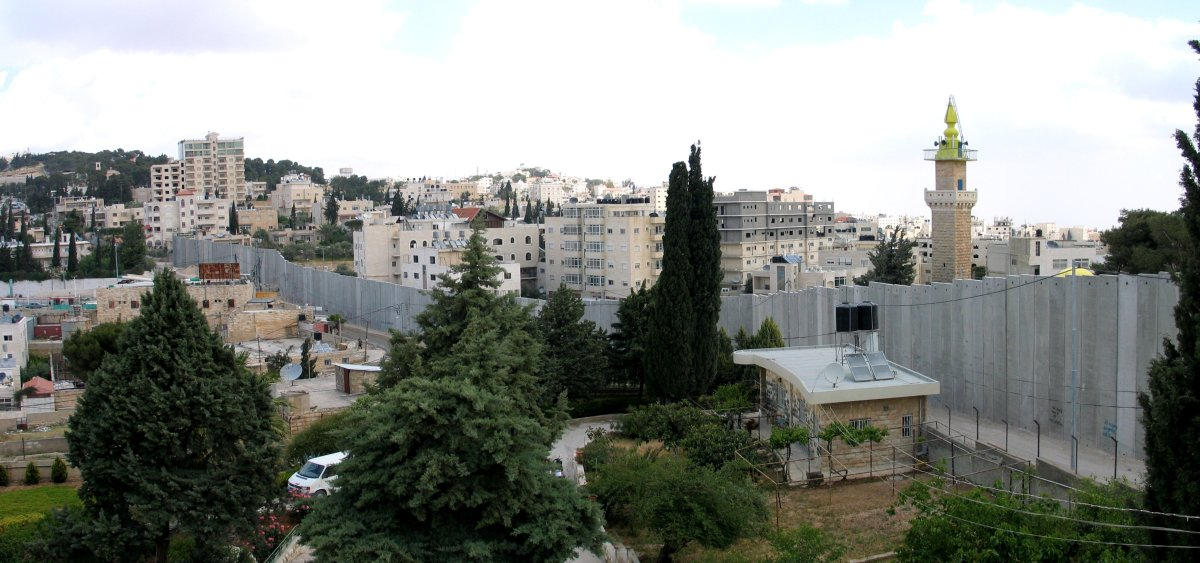
Abu Dis y el muro de separación israelí.

Erin sale de un taxi en Abu Dis, donde vive Omar, cerca del muro de separación israelí. Él está jugando a las cartas en la terraza y se queda desconcertado cuando Erin le explica que está allí para que le enseñe a conducir, tal y como él le había prometido. Hablando con Erin le comenta que es cristiano. En el coche, Erin le reconoce que tiene prohibido conducir por su epilepsia. Omar la lleva de vuelta a Cesarea y allí Erin le invita a entrar en casa, y poco después a la piscina. Los padres de Eliza aparecen cuando estaban empezando a besarse. El padre de Eliza se muestra educado y formal, aunque su esposa parece descontenta. Durante una tensa cena, Paul tampoco parece estar del todo contento con Omar. Los padres de Eliza empiezan a darle una charla a Erin, que de repente sufre una crisis epiléptica. Cuando se recupera, Paul viene a verla; ella siente que está decepcionado, pero él lo niega.
Al llegar al piso de Clara, Len se inquieta al encontrarlo abierto y aparentemente desierto. Clara está en el baño. Le han arrancado la mayor parte de su cabello y la han embadurnado con aceite y plumas. Len la consuela y permanece con ella, pero poco después tiene que marcharse para ver a alguien. Cuando se niega a decirle de qué se trata, Clara no puede creer que todavía no confíe en ella. Finalmente, Len le cuenta todo, incluido el nombre del espía con el que él, Robbins y Nash han quedado.
En la reunión sufren una emboscada y, mientras se llevan fuera a su informante judío, Len y los dos sargentos de inteligencia son secuestrados. Un supuesto mayor del ejército británico se disculpa ante Len y le informa de que todo ha sido una estratagema para tratar de determinar si Robbins es un espía. Cuando no logran convencer a Len, lo arrastran fuera junto a los otros dos y lo encierran en un agujero cerrado con una pesada trampilla, con el espacio justo para ellos y una bombona de oxígeno. Tras unos días, Len es llevado una vez más ante el supuesto mayor, que le confiesa que, de hecho, fue oficial en la guerra, en la Brigada Judía palestina, y ayudó a los judíos a escapar de los campos en botes. Le pide a Len que se una a ellos, pero a Len no le interesa. Días después, vuelven a sacar a Len y, sin la capucha y al aire libre, descubre que ha sido liberado. Lleva a Rowntree de vuelta a la fábrica, pero Robbins y Nash han desaparecido. A dos millas de distancia los encuentran muertos y colgando de unos árboles. Robbins tiene un mensaje colgado en el cuello en que se puede leer que ha sido encontrado culpable de "asesinato" y ejecutado a modo de represalia por el "asesinato ilegal" de Avram Klein. Un equipo de zapadores declara seguro el lugar, pero cuando un miembro de la Policía de Palestina intenta bajar el cadáver del árbol, este explota. Len vuelve al piso de Clara enfadado, pero ella ya no está. El padre de Clara le pide perdón por las opiniones extremistas de su hija. Len le confiesa todo a Rowntree y después, hablando con Clough, sufre un ataque epiléptico. Robbins y Nash son enterrados con honores militares.

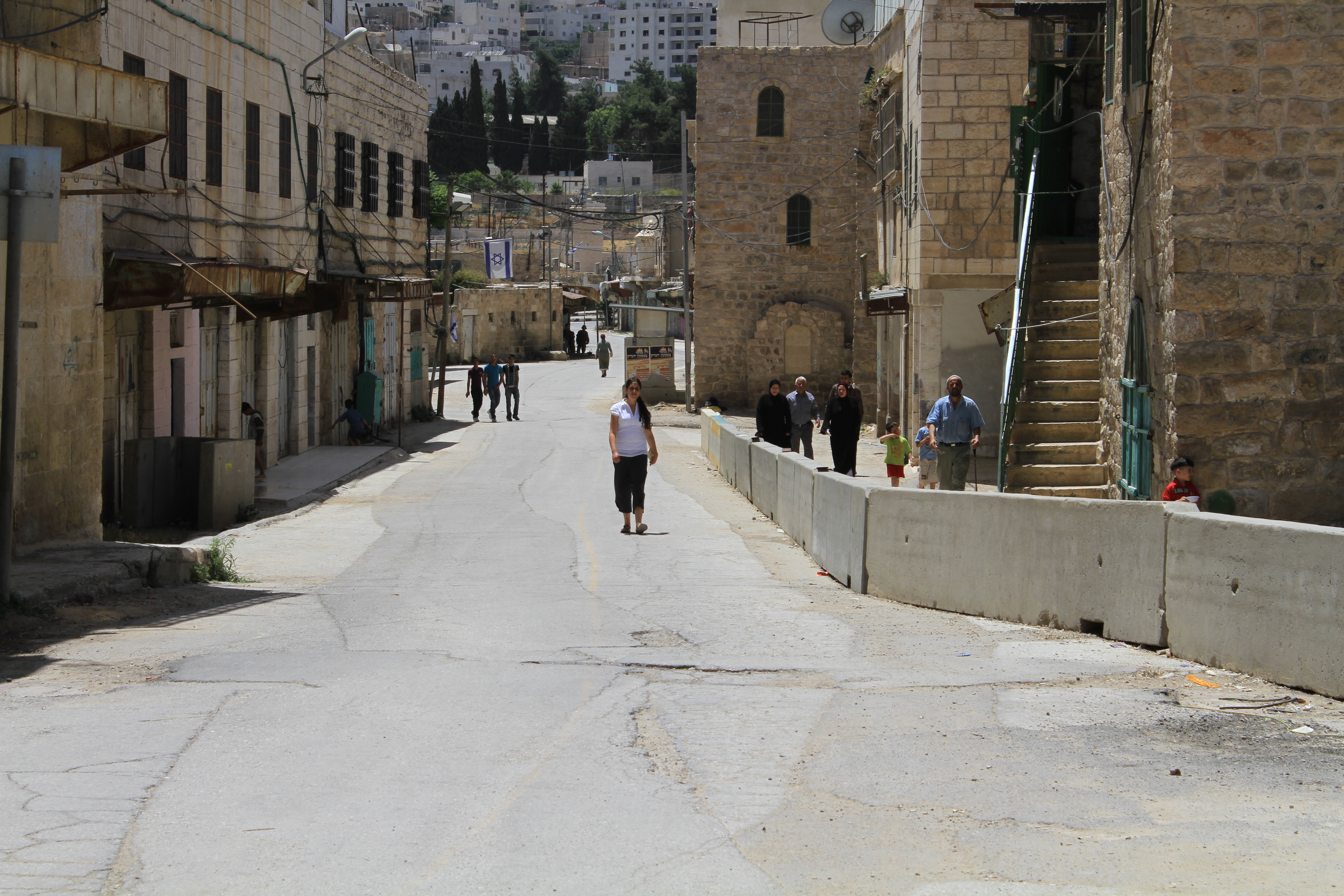
Calle Al-Shuhada de Hebrón, parte de la denominada "zona estéril".

Erin queda impresionada al leer la descripción que Len hace de su ataque epiléptico. Le muestra a Paul un recorte de prensa sobre Robbins y Nash, que este recuerda y explica como el acontecimiento que acabó con la voluntad de los británicos de luchar. Erin también menciona el ataque epiléptico de Len, pero comenta que le da la impresión de que no sabe lo que es. Paul besa a Erin y esta despierta en su cama a la mañana siguiente. Erin llama a Omar desde un autobús de camino a Hebrón y le pregunta si pueden quedar allí. En un puesto de control militar, un guía israelí está explicando a un grupo de visitantes que parte de la ciudad ha sido declarada "zona estéril" y ha sido cerrada al tránsito de palestinos. En ese momento, un colono ultraortodoxo le acosa con un megáfono. Erin se escabulle del grupo y se adentra en la denominada "zona estéril". Allí se encuentra con un grupo de niñas que vuelven a casa del colegio. Mientras están cruzando por un patio, unos colonos insultan a las niñas, tras las que unos chicos judíos las apedrean mientras los soldados israelíes los observan sin hacer nada. Erin improvisa una venda para un corte en la cabeza de una de las niñas. Estas consiguen señalar la casa cuya dirección buscaba Erin. En la puerta se encuentra con una mujer judía ortodoxa, que la lleva a una habitación interior en la que los hombres están comiendo. Erin está empezando a explicarles su búsqueda cuando dos soldados israelíes llegan y la echan de la casa. A sus espaldas, un hombre reprende furiosamente a la mujer. Una vez fuera, la cachean y la introducen en un vehículo militar. Erin coge en secreto su teléfono y envía un mensaje de texto mientras se la llevan.

### Capítulo 4
Erin está a punto de ser interrogada en una base del ejército israelí cuando Paul aparece y saluda a algunos de sus compañeros de su época en el ejército. Él le indica que el ejército está allí para proteger a los colonos, no para mantener la paz. Erin se despierta a media noche y casi recibe el impacto del disparo de un francotirador. Paul pide a sus excompañeros que le alcancen una pistola y dispara hacia la oscuridad, algo que justifica posteriormente como un acto de lealtad. Al día siguiente encuentran a una mujer que resulta ser la nieta del primo de Mohammed. Los colonos arrojan cristales rotos sobre el patio desde la que había sido la casa de su abuelo. La mujer ortodoxa del día anterior llega para burlarse de ella. Erin intenta intervenir, pero Paul la aleja diciéndole que solo empeoraría las cosas. Paul le dice a Erin que la familia de Mohammed vive ahora en Gaza, que es una zona de guerra inaccesible.
De vuelta al año 1947, una multitud está celebrando la resolución de partición de la ONU que creará un Estado judío. Buscando el origen de las transmisiones ilegales del Kol Zion, los hombres de Len hacen redadas en varios pisos y la pistola de Clough se dispara "accidentalmente". Len tropieza, pero Clough atrapa a Ziphora, su novia, a la que sin embargo deja ir. Más tarde, Len le golpea y él admite que se lo había contado todo -justo igual que Len le había hablado a Clara de Robbins y Nash-. Len visita a Mohammed y le aconseja que se mude a algún lugar más seguro, ya que los británicos ya no les van a proteger, pero Mohammed no se deja amedrentar.

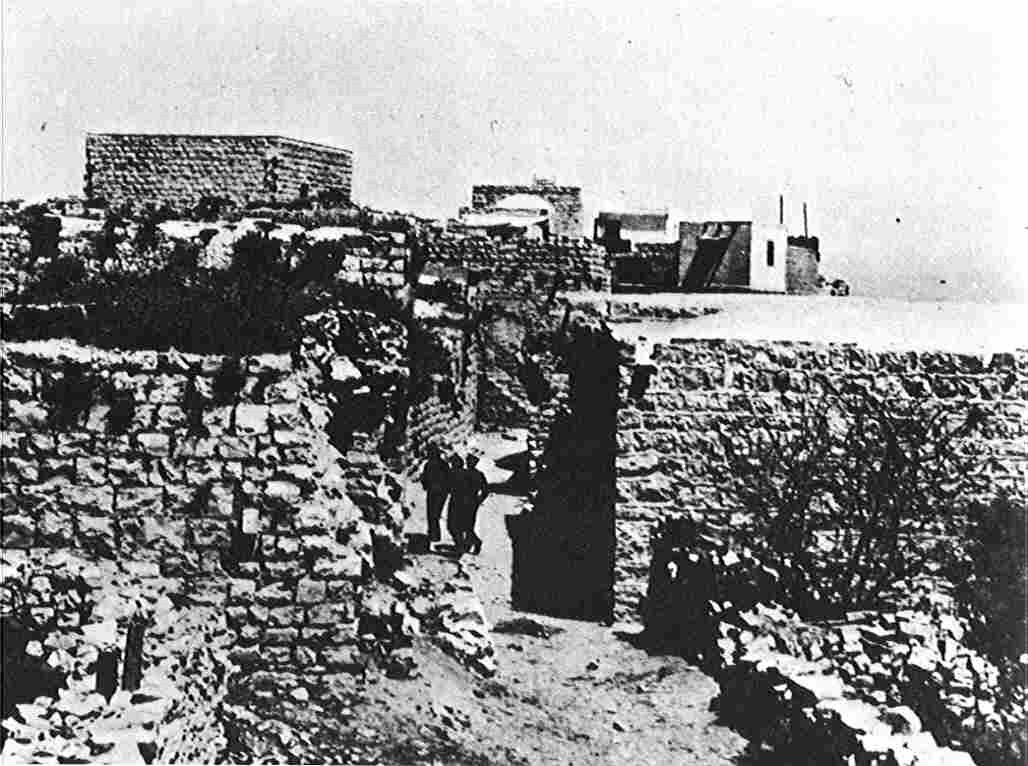
Deir Yassin en los años treinta.

Erin se siente fuera de lugar en una fiesta con los amigos de Eliza. En un portátil, observa noticias de un nuevo ataque suicida. Entonces discute con Paul, que no entiende por qué todo esto es tan importante para ella.
Len está llevando a casa al hijo de Mohammed, Hassan, después de un examen de matemáticas. Gira por un camino para investigar una columna de humo que sale de la localidad de Deir Yassin. Los paramilitares judíos van de casa en casa lanzando granadas y disparando a sus habitantes. A los hombres los llevan a la fuerza a la plaza de pueblo y los fusilan. Una de esos paramilitares es Clara, que pide a Len que se les una, pero este se gira y se va. Más tarde se enfrenta a Rowntree, pero este le advierte de que tiene una orden directa de no poner en riesgo vidas británicas para proteger a los árabes.
Erin va a ver a Omar, pero él también se niega a ayudarla inicialmente. Ella le muestra la llave, tras lo que Omar le explica la importancia de esas llaves para las familias palestinas desplazadas y le muestra la llave de la casa de su propio tío en Jaffa. Entonces le promete llevarla a Gaza. En el autobús de vuelta a casa, Erin sueña que hace el amor con Len.
El pelotón de Len se encuentra en Haifa, estacionado entre las áreas controladas por judíos y árabes y vigilado por paramilitares judíos armados. Se les manda que se retiren, pero Len ordena a sus hombres que mantengan la posición para impedir el fuego de mortero judío sobre el zoco. Len va a buscar a Rowntree, pero este ha desaparecido y los últimos miembros del personal ya están evacuando la base. Las carreteras están colapsadas con refugiados árabes. Mohammed insiste en que los ejércitos árabes les protegerán, pero Len le dice que llegarán demasiado tarde: los judíos atacarán cuando caiga la noche.  La familia de Mohammed abandona la casa y Len les conduce hasta los muelles, donde la Royal Navy está embarcando a personas en dirección a Acre. Mohammed pide a Hassan que guarde la llave de la casa porque algún día regresarán. Hassan se pierde entre la multitud y Len les promete volver y encontrarle tras haber persuadido a Mohammed de que lleve a su mujer e hija a un lugar seguro. Len vuelve con sus hombres y llena una bolsa con granadas y munición, tras lo que ordena a Alec que lleve a los hombres a los muelles.

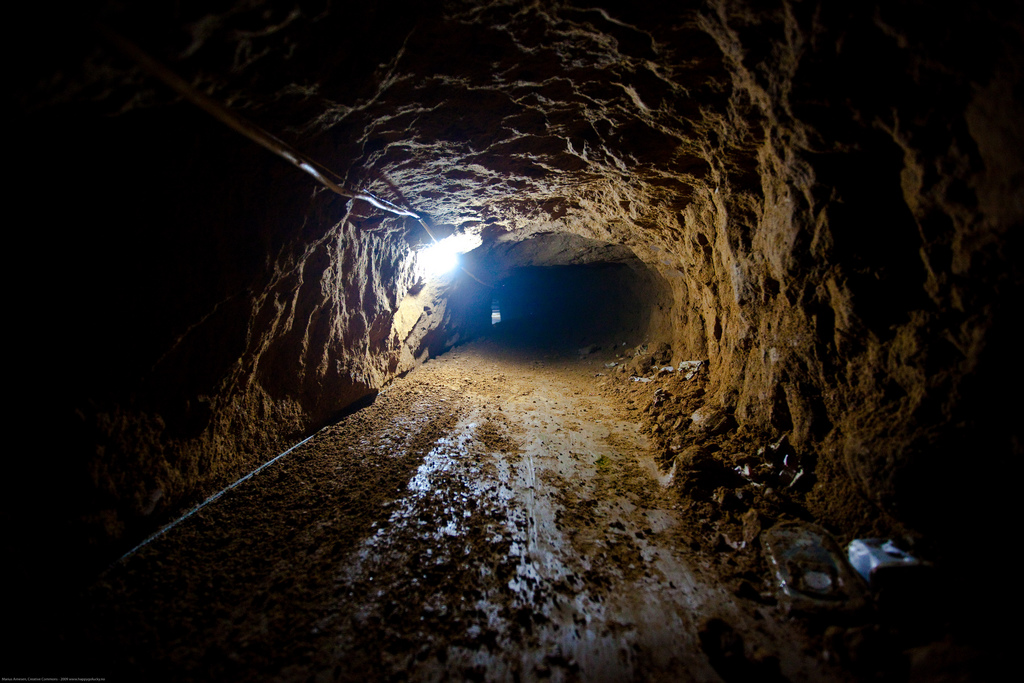
Túnel hacia la Franja de Gaza desde Egipto.

Erin y Omar llegan a Gaza a través de un túnel. Un taxi les lleva a la casa de un primo de Mohammed, donde sus familiares se encuentran reunidos por el funeral de su hija, que resulta ser la suicida de la noche anterior. Erin se sienta en el tejado, bajo una torre de vigilancia israelí. Una chica llamada Samira le pide que entre, diciéndole que no es seguro. En su habitación, la chica pide a Erin que le cepille su pelo. Esa noche hay un tiroteo. Erin tranquiliza a la chica mientras suenan los disparos fuera de la casa. Más tarde, se despierta con los gritos de una discusión en el piso de abajo. El hijo, que simpatiza con Hamás, lleva una pistola y le dice a Omar, miembro de Fatah, que se vaya. Pero en ese momento, soldados israelíes asaltan la casa. Los dos jóvenes salen corriendo mientras los soldados encierran a Erin y al resto de la familia en el dormitorio. Un oficial del ejército israelí toma el nombre y la dirección de Erin, quien ve cómo se llevan al hijo de la familia. Cuando amanece, el ejército todavía está registrando la casa. Eliza aparece para llevarse Erin como un favor a su padre.
Len encuentra a Hassan luchando junto con un pequeño grupo de árabes y sujetos a fuego de francotirador. Se hace cargo del grupo y pronto descubre que el francotirador es Jackie Clough, que se ha unido a los paramilitares judíos. Le confisca el rifle y le deja ir. Dirige entonces al grupo a través de callejones hasta que alcanzan a ver el mar. Len se compromete a quedarse y luchar si Hassan va a los muelles, pero cuando este cruza un espacio abierto es alcanzado por una bala. Antes de morir, pide a Len que le prometa que devolverá la llave a su padre. Ya en los muelles, Len intenta encontrar a Mohammed pero dos policías militares lo arrestan bajo orden de Alec, que quiere asegurarse de que Len vuelve a casa.
Unos soldados israelíes creen que Samira es un escudo humano cuando van a ocupar la casa de su hermano. Como Samira se pone histérica, Erin sugiere que se la lleven a ella también. Las llevan a la casa y las encierran en la habitación de una anciana postrada en cama, quien cuenta a Erin que aprendió inglés de los británicos. Le muestra una fotografía a Erin, que resulta ser la fotografía de Len con Mohammed y su familia. La anciana es la hija de Mohammed, Jawda, y tiene buenos recuerdos de Len, pero le confiesa que su padre estuvo enfadado muchos años con él por no haberle traído a Hassan de vuelta. Erin saca la llave y la deja en la mano de la anciana justo cuando los soldados entran en la habitación. El ejército israelí coloca explosivos en la vivienda, pero Erin encuentra una caja de herramientas y se las apaña para encadenarse a un pilar junto con Samira. El comandante del ejército israelí ordena a Eliza que busque una cizalla y la libera. Fuera, Erin encuentra a Jawda mientras la están subiendo a una ambulancia. El ejército israelí vuela las casas y se puede ver cómo se acerca un buldócer a los escombros. Entre los restos de la casa, Erin recupera algunos recuerdos y un álbum de fotografías que entrega a Jawda en la ambulancia. Sin embargo, un soldado israelí se lleva la caja por la fuerza. Erin protesta enérgicamente pero sufre otro acceso de epilepsia. En la siguiente escena se puede ver a Erin en Cesarea recogiendo sus cosas. Agradece a los padres de Eliza su hospitalidad y Paul le dice que ojalá pueda volver algún día.
En su vuelo de vuelta a casa, Erin llega a la última página del diario de Len. En ella narra cómo abandona Palestina preso en un barco de la Royal Navy. Reflexiona que el Estado judío ha nacido de la violencia y la crueldad y le preocupa que no vaya a prosperar. En cuanto a él, admite que todo lo que espera es una larga condena de cárcel y una licencia sin honores. Espera poder devolver algún día la llave a Mohammed, aunque no sabe si podría mirarle a la cara. En el aeropuerto, Erin sorprende a su madre con la intensidad de su abrazo. Coge la mano de su abuelo en el hospital y le dice que ha devuelto la llave de Mohammed a su hija. Una lágrima recorre su cara y Erin empieza también a llorar.

## Producción

### Investigación

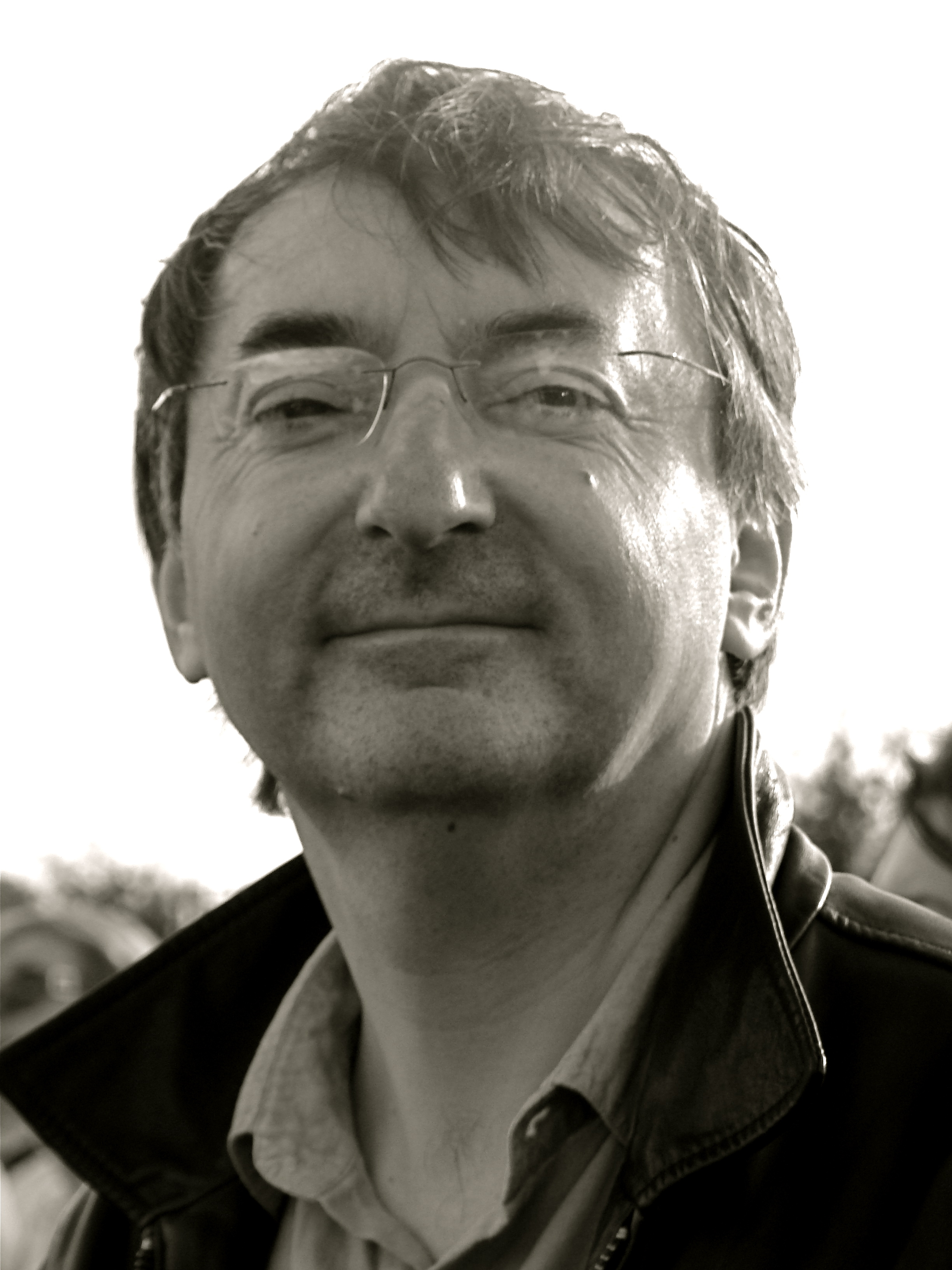
Peter Kosminsky

La idea de La Promesa surgió de la serie Warriors, de 1999, un relato de la misión de paz que las tropas británicas desarrollaron en Bosnia central entre 1992 y 1993, durante la Guerra de Bosnia. Con esta historia en mente, la de un grupo de soldados con un mandato imposible, un exsoldado escribió a la productora ejecutiva de Warriors, Jane Tranter, sugiriendo que debía hacerse una película sobre la historia olvidada de los soldados británicos destacados en Palestina.
Tranter dio la carta a Peter Kosminsky, quien inicialmente no le hizo mucho caso. Sin embargo, después de terminar The Project en 2002, Kosminsky presentó la idea como un posible tema para una futura serie y la BBC estuvo de acuerdo en apoyar su investigación sobre el tema. Sarah Barton, de la BBC, con la posterior ayuda de Sarah MacFarlane, comenzó a contactar con diversos regimientos y con la Asociación de Veteranos de Palestina. Recopiló multitud de testimonios a lo largo de 82 entrevistas realizadas a veteranos, muchos de los cuales llegaron a comentarle cosas que nunca habían dicho a sus esposas y familias. Entonces compararon estos relatos orales con materiales de archivo de diversos libros y de la Cruz Roja, los Archivos Nacionales y el Museo Imperial de la Guerra, incluidos los informes semanales de la inteligencia militar. A Kosminsky le sorprendieron especialmente las demoliciones de viviendas llevadas a cabo por los británicos y otros paralelismos existentes con la situación actual. El equipo de investigación contactó con diversos grupos de veteranos críticos con el ejército israelí como Breaking the Silence y Combatants for Peace. Según Kosminsky, estuvo 11 meses leyendo todo el material resultante de la investigación, incluidos más de 40 libros que los investigadores habían preparado para él, y a su vez pensando cómo transformar toda esa información en una serie factible.

### Construcción de los personajes y del guion
Kosminsky comenta que su objetivo primordial era presentar la experiencia de los 100.000 soldados británicos que sirvieron en Palestina "para recordarnos todo lo que pasado". Después de dejar Palestina nadie había querido recordarlos, habían sido "rechazados", habían "vuelto a casa para encontrar a una nación que no quería tener nada que ver con ellos", sin homenajes, y a los que incluso se les negó "el derecho a marchar hasta el Cenotafio en formación militar". La mayoría encontraron increíblemente difícil hablar sobre sus experiencias. "Tenía claro que su historia debía ser contada." Este fue siempre su objetivo en esta serie para "honrar la carta original recibida por la BBC", y esto siempre fue parte del viaje de Len. La mayoría de los veteranos contaron una historia similar: habían empezado siendo "increíblemente pro-judíos" pero habían ido cambiando sus sentimientos y hacia el final de su presencia en Palestina "sentían una gran compasión por los árabes". "En los meses finales tuvo lugar un gran cambio, pues se dieron cuenta de lo que le iba a pasar a los palestinos, y comprendieron que ambos bandos iban a ser abandonados en mitad de una guerra." Kosminsky declaró que "iba a ser necesario que nosotros reflejásemos esto en nuestra serie" y que "tenía que reflejarlo o abandonar el proyecto." De hecho, la serie se construyó principalmente a partir de las entrevistas, de lo que los soldados habían dicho y sentido y de lo que habían experimentado, más que basándose en acontecimientos históricos más importantes con los que los soldados rasos tuvieron poco contacto. De todas las reacciones a la serie, Kosminsky dijo que la que más significado tuvo para él fue la carta de un veterano que, con 85 años, le escribió: "Hiciste lo que dijiste que harías. Muchísimas gracias."
El personaje de Erin se basó en sus dos hijas adolescentes, una de las cuales tiene epilepsia. Kosminsky creía que esta característica no suele mostrarse a menudo en pantalla a no ser que se trate de un elemento de crucial importancia, por lo que le gustó la idea de mostrar "una chica de dieciocho años que está intentando vivir una vida normal, a pesar del hecho de que ocasionalmente tenga ataques epilépticos" y también "la manera en la que otras personas abordan el tema". Por motivos personales, Kosminsky llevaba tiempo queriendo explorar la idea de un joven que gradualmente aprende a apreciar "al joven que hay dentro de la carcasa de un hombre anciano y enfermo", hasta el punto de que considera la obra como una historia de amor inusual que termina cuando Paul le dice Erin que el joven Len del diario ya no existe. La apasionada respuesta de Erin ("¡Existe para mí, existe para mí!") fue para Kosminsky, posiblemente, la frase más importante de toda la película. La manera informal que Erin tiene de relacionarse con Eliza, "la forma en la que hablan, cómo reaccionan, su limitada capacidad de atención" estaba claramente basada en su experiencia con sus hijas y sus amigas, y sentía que la combinación de ingenuidad y dura asertividad no resultaba extraña para describir a una "niña de dieciocho años de Londres", y en especial cuando ha sido criada en un entorno cariñoso y no indolente. También era importante reflejar el contraste de carácter con el "siempre heroico y caballeroso" Len, por lo que fue un acto intencionado el hacerla a ella menos agradable. Sin embargo, Kosminsky esperaba que se ganar a la audiencia conforme fuese comprendiendo su carácter, y que acompañar a la audiencia en este viaje haría más poderoso el momento en el que se descubre su posterior valía y determinación".
El viaje emocional de Erin es paralelo al que tuvo lugar en los años cuarenta porque en el fondo de este subyace su creciente obsesión con Len. "Se obsesiona con él (...) Siente lo que él está sintiendo (...) así que, para cuando llegamos a Gaza, ella trata de actuar como él lo habría hecho." A través de una historia moderna, Kosminsky quiso mostrar cómo el pasado puede tener consecuencias en el presente y que, tras haber dejado "caos, confusión política, una carnicería y una guerra", el Reino Unido tiene una responsabilidad con lo que está pasando hoy. "Es nuestro problema, al menos en parte, y tendríamos que asumir alguna responsabilidad por él". Kosminsky escribe también que lo que más le chocaba era una cuestión: "¿Cómo hemos llegado hasta aquí?" En 1945, el sufrimiento judío se había ganado la compasión de gran parte del mundo, pero "solo 60 años después, Israel se encuentra aislado, es odiado y temido a partes iguales por sus vecinos, y encuentra pocas simpatías fuera de los Estados Unidos por su inflexible filosofía sobre cómo defender sus fronteras y cómo asegurar su futuro. ¿Cómo pudo Israel desperdiciar la compasión del mundo entero en tan solo un par de generaciones?" Esto es lo que La Promesa trata de explorar. Sin embargo, "no ayuda a nadie afirmar que el bien y la justicia están solo en un bando. Si fuese así de simple, ya habríamos encontrado una solución. Cada bando tiene sus propios derechos y su propia verdad, y estos compiten con los del otro. No puedes tenerlo todo en un lado o en el otro, todo está entrelazado". No existen los buenos y los malos en esta situación tan triste, y hemos intentado con todas nuestras fuerzas mostrar las virtudes y los defectos de ambos bandos." También añadió: "Me entristecería si alguien considerase que la serie es partidista." Lo que Kosminsky trataba de crear era una especie de equilibrio inestable para que las audiencias se enfrentasen a unas simpatías cambiantes de un bando al otro.

### Preproducción, investigación y financiación
El proyecto comenzó titulándose Palestine en 2006 e iba a ser realizado para la BBC por Carnival Films, una productora conocida por la serie Poirot de ITV. Sin embargo, Kosminsky se había ido distanciando de la BBC. "No creo que se pueda decir que la BBC apartase el proyecto... [Aun así] parece que ha perdido su apetito para hacer una series desafiante... una serie que se meta en el agua hirviendo de la política y el derecho." La BBC aceptó vender su parte y en 2007 Kosminsky firmó un acuerdo exclusivo con Daybreak Pictures, dirigida por el antiguo jefe de filmografía del Channel 4, con quien ya había trabajado previamente en The Government Inspector (2005) y Britz (2007).
A estas alturas, el tratamiento sumaba 180 páginas y contenía muchas escenas descritas al detalle. Los investigadores seguían realizando entrevistas para enriquecer la historia. Kosminsky voló a Israel con David Aukin para visitar lugares que aparecerían en la historia, incluida la aldea de Deir Yassin, normalmente cerrada al público, y se hizo acompañar por modernos historiadores israelíes en un viaje organizado por sus socios de preproducción, una compañía de documentales israelí. Benny Morris dejó que Kosminsky leyera una prueba de galera previa a la publicación de su libro 1948. De un estudiante de doctorado del profesor Motti Golani, de la Universidad de Haifa, Kosminsky oyó hablar de los "clubes de hospitalidad" de la ciudad, que todavía son un tema tabú y que forman el trasfondo de la historia de Clara. El guion apareció poco después y, a mediados de 2008, Channel 4 anunció su apoyo al proyecto.
Daybreak Pictures había calculado inicialmente que la serie costaría unos 8 millones de libras, que con algunos recortes habrían podido reducirse hasta los 7 millones. Channel 4 se comprometió a aportar 4 millones, una cantidad en línea con la aportación del canal para series de prestigio. Encontrar otras fuentes de financiación fue más difícil. En Francia se negoció un contrato que otorgaba a Canal + los derechos de emisión en primicia bajo suscripción, con derechos de emisión gratuita en ARTE un año después, lo cual aportó 1 millón adicional. SBS (una productora que suele colaborar con ARTE) se aseguró los derechos en Australia, y también se obtuvo financiación adicional del fondo para medios de comunicación de la Unión Europea. Sin embargo, las negociaciones de preventa para Estados Unidos y Alemania fracasaron. Finalmente, después de aplazar la fecha de inicio de grabación, que originalmente estaba prevista para otoño de 2009, y con todo lo demás listo, Kosminsky volvió a Channel 4 y les dijo que sin otro millón de libras, la serie no podría hacerse. De manera excepcional, Channel 4 aceptó conceder esta financiación adicional y el rodaje comenzó en Israel a principios de 2010 bajo el título provisional de Homeland, siendo las escenas de época del Stella Maris las primeras en ser grabadas. Channel 4 explicó que su apoyo era parte de una inversión de 20 millones de libras esterlinas en series, entre las que también estaban incluidas This is England '86 y Any Human Heart, y que fueron posibles gracias a la cancelación de los 50 millones de libras esterlinas que gastaba anteriormente en Gran Hermano.

### Rodaje
El rodaje se realizó íntegramente en Israel, con un equipo en su mayor parte israelí y a través de la productora israelí Lama Films, todo lo cual era algo inusual para una producción de televisión británica. Según Kosminsky, también consideraron Marruecos, Chipre, el sur de España y Túnez, y podrían haber recreado allí las secuencias de la década de 1940, pero en ningún otro lugar se habría podido replicar "los edificios, la gama de culturas o la topografía" del Israel moderno. Según The Guardian :
En el transcurso de su larga carrera, Kosminsky se ha hecho un experto a la hora de convertir un país en otro: "Usé la República Checa para Bosnia, Kenia para Somalia, Ghana para Liberia, Marruecos para Irak, India para Pakistán y Leeds para Irlanda del Norte". Esta vez, sin embargo, no había manera de suplantarlo. “Israel no se parece a ningún otro lugar: la arquitectura Bauhaus en Tel Aviv, la fisonomía de su gente, que viene de todas partes del mundo, y sobre todo el Muro. Sabía que no podía recrear esas cosas. El problema era que prácticamente nunca se ha visto que un equipo de televisión británico ruede en Israel. Partíamos de cero.” 
La primera escena del piso de Leeds se recreó en un estudio israelí. Todo lo demás se rodó en exteriores de Jerusalén, Haifa, Tel Aviv, Jaffa, Cesarea, Acre, Givat Brenner, Ein Hod, Peqi'in, Ramla y Beit Jimal en un plan de 68 días que involucró a 180 lugares diferentes. El aeropuerto Ben Gurion hizo de Heathrow, y los restos del atentado al Hotel Rey David fueron rodados con un croma en un aparcamiento en Petah Tikva. Parte de la Ciudad Vieja de Jerusalén reemplazó a Nablus, en Cisjordania, las escenas ambientadas en Hebrón se filmaron en Acre, y para Gaza se utilizó la ciudad árabe-israelí de Jisr al-Zarqa. Encontrar la base de paracaidistas de Stella Maris fue un desafío, pero finalmente se utilizó el monasterio de Beit Jimal, que resultó ser muy acogedor. Los vehículos militares de época también fueron un desafío, pues enviarlos hasta allá habría supuesto un coste prohibitivo; el vehículo blindado de oruga utilizado en la serie fue una amalgama de piezas de cinco vehículos diferentes que se encontraron en un depósito de chatarra, unidas apresuradamente para que funcionase. También se construyó un falso puesto de control israelí desde cero.
Para el rodaje se utilizó una película super 16 mm convencional que luego se procesó y editó en Inglaterra. El director de fotografía, David Higgs, estaba ansioso por probar la nueva cámara digital de alta resolución Red One. Sin embargo, al equipo le preocupaba la relación de contraste potencialmente limitada con el uso digital, una consideración seria bajo la luz intensa del Mediterráneo, cuyo volumen potencial podría inhibir las cámaras de mano de marca registrada de Kosminsky después de la grabación. Se consideró que confiar en una tecnología conocida y comparativamente más simple sería lo más sensato al trabajar tan lejos de casa. Irónicamente, la dependencia de la película obligó a volver a montar una serie de escenas, después de que no se detectara el empañamiento durante una semana en la que resultó imposible el envío diario de las películas a Londres, debido a la interrupción de los viajes aéreos causada por la erupción del volcán Eyjafjallajökull en Islandia. También se hizo un uso extensivo de imágenes creadas por ordenador y de postproducción digital, entre otros para la explosión de la cafetería, la destrucción del Hotel Rey David y el barco cargado de refugiados y potenciales inmigrantes. Un desafío en particular apareció con la recreación de los sucesos de Bergen-Belsen. Los cineastas consideraron y rechazaron una serie de opciones, incluida la grabación en vivo y las imágenes recreadas por ordenador, antes de decidir a regañadientes recurrir al material de archivo en blanco y negro del Museo Imperial de la Guerra de Londres. Finalmente, llegaron a la conclusión de que la secuencia resultante tenía más poder artístico y moral que cualquier otra cosa que pudieran haber creado.

## Recepción

### Reino Unido
Las audiencias de La Promesa fueron de 1,8 millones para el primer episodio, seguido de 1,2 millones, 1,3 millones y 1,2 millones para los episodios posteriores. Las audiencias consolidadas, que incluyen la visualización en diferido y en línea, añadieron cerca de 0,5 millones de espectadores más.
El primer episodio recibió, por lo general, críticas muy positivas, aunque Andrew Anthony en The Observer fue más crítico y AA Gill de The Sunday Times no quedó impresionado. El Daily Express lo llamó "...un pequeña zarza ardiente de genialidad en un desierto de series bienintencionadas", The Daily Telegraph dijo que el programa se merecería con creces cualquier Bafta que se le otorgase, y Caitlin Moran en The Times lo llamó "casi con seguridad la mejor serie del año". En el segundo episodio, Andrew Billen escribió en The Times que estaba preocupado porque tanto Len como Erin estaban recibiendo de los árabes una "amabilidad un tanto excesiva como para tranquilizarnos a todos los que esperamos que Kosminsky reparta sus recriminaciones en proporciones exactamente iguales"; no obstante, aplaudió la calidad "inmersiva y emocional" de la serie.
La serie en su conjunto fue elogiada por Christina Patterson en The Independent, quien dijo que estaba "...bellamente filmada y extremadamente bien escrita. También es extremadamente equilibrada...". Rachel Cooke en New Statesman y The Observer dijo que era "...lo mejor que probablemente verás en la televisión este año, cuando no en esta década." También recibió elogios de Stephen Kelly en Tribune, así como de Harriet Sherwood e Ian Black, corresponsal en Jerusalén y editor de The Guardian en Oriente Medio, respectivamente, y de David Chater, quien, tras una previsualización de la serie para The Times, la calificó de valiente y aplaudió su falta de didacticacismo.
El periódico gratuito londinense Metro, después de haber recibido con entusiasmo los dos primeros episodios; consideró que el tercero se alargó más de la cuenta, si bien elogió la serie en su conjunto. En una previsualización del episodio final, The Times dijo que era "ambicioso" y que "tiene un impacto considerable"; Time Out eligió el programa como su selección del día y le dio una recomendación de cuatro estrellas, llamándolo "una dirección valiente y un encargo valiente y completamente exitoso". Andrew Anthony en The Observer reconoció algunos defectos, pero lo valoró en cualquier caso como "una serie excepcional".
Sin embargo, un agregado de prensa de la embajada de Israel en Londres condenó la serie en The Jewish Chronicle como el peor ejemplo de propaganda anti-israelí que había visto en televisión, diciendo que "creó una nueva categoría de hostilidad hacia Israel". La Federación Sionista y la Junta de Diputados de los Judíos Británicos también presentaron cartas de reclamación. The Jewish Chronicle consideró que, en lugar de "intentar contar ambas caras de lo que es una historia compleja y polémica", la serie resultó ser "un estudio deprimente sobre cómo seleccionar hechos históricos para transmitir un mensaje con carga política". En The Independent, el novelista Howard Jacobson escribió que en La Promesa, "Casi todos los palestinos caen simpáticos, casi todos los judíos no. Aunque la mayoría de los palestinos sí podrían ser representados justamente si se les describe viviendo en la pobreza, la mayoría de los judíos israelíes no serían representados justamente si aparecen viviendo en la opulencia... Aunque yo también he descubierto que los palestinos son personas con un inmenso encanto, solo podía reírme con desdén de la manera en que La Promesa muestra una y otra vez esas tomas de palestinos de ojos tiernos seguidas de tomas de judíos de rostro duro". En una entrevista con Jacobson durante la Semana del Libro Judío de 2011, Jonathan Freedland, después de haber visto el primer episodio de La Promesa, dijo que Kosminsky había usado temas antisemitas, tergiversado con la idea de que Israel y el sionismo son una consecuencia del Holocausto, de cuyas imágenes había abusado en la serie. El historiador y profesor David Cesarani acusó a Kosminsky de un "engaño (...) masiva distorsión histórica" por omitir la promesa de la Declaración Balfour de un hogar nacional judío, minimizar los egoístas planes geoestratégicos británicos y exculpar a los británicos, "los principales arquitectos de la tragedia palestina (...) responsabilizando (...) sólo a los judíos", además de por convertir un conflicto tripolar de británicos, árabes y judíos "en una diatriba unilateral". Por otro lado, Liel Leibovitz escribió para la revista judía estadounidense en líneaTablet que, "contrariamente a esos aullidos de descontento, la serie es un ejemplo raro y fascinante de cómo contar la historia de Israel en la pantalla con precisión, sensibilidad y coraje".
El regulador televisivo Ofcom recibió 44 quejas sobre la serie, pero concluyó en un informe de diez páginas que no incumplió su código de conducta. Los espectadores se quejaron de que la serie era antisemita, usaba imágenes perturbadoras de los campos de concentración, incitaba al odio racial, tenía prejuicios contra Israel y presentaba inexactitudes históricas. Sin embargo, Ofcom afirmó: “El hecho de que algunos personajes concretos judíos e israelíes fueran retratados de manera negativa no significa que el programa sea, o pretenda ser, antisemita (...) Así como había personajes judíos/israelíes que podían verse de forma negativa, también había personajes británicos y palestinos que también podían verse de forma negativa". Al pronunciar su primer discurso de apertura ante la Royal Television Society en Londres el 23 de mayo de 2011, David Abraham, director ejecutivo de Channel 4, dijo: "En un momento en que otras emisoras son quizás más conservadoras, es más importante que nunca que Channel 4 desafie el statu quo, estimule el debate, asuma riesgos y sea valiente. (...) No puedo pensar en un mejor ejemplo de cómo continuamos haciendo esto que con el reciente análisis de Peter Kosminsky sobre la cuestión palestina-israelí en La Promesa".
La Promesa fue nominada tanto para los BAFTA TV Awards 2011 como para los Royal Television Society Program Awards 2011 en la categoría de mejor serie dramática, pero fue superada por otras dos producciones emitidas por Channel 4, la adaptación televisiva de Any Human Heart de William Boyd y la serie dramática Top Boy, respectivamente. Entrevistado en The Jewish Chronicle, el director de Any Human Heart, Michael Samuels, dijo sobre La Promesa: "La respeto por tener un punto de vista. Tienes que tenerlo, de lo contrario, no estás escribiendo".
La Promesa también recibió una nominación en el Banff World Television Festival en la categoría de Mejor Miniserie de 2010/2011. El 10 de mayo de 2011, en los One World Media Awards en Londres, La Promesa ganó el premio a la Mejor Serie Dramática de 2010/11.

### Francia
El canal por suscripción francés Canal+ emitió la serie bajo el título La Promesa: Le Serment durante cuatro semanas a partir del 21 de marzo de 2011, en un horario de máxima audiencia, los lunes por la noche, que tiende a usar para sus series más serias o históricas. Libération la calificó de "admirable", elogiando al "excelente director" por contar una "tragedia a dos voces" mientras "no señala con el dedo ni a un lado ni al otro". Les Echos la calificó de "excepcional, asombrosamente inteligente" y dijo que su calculado diálogo y sus serias y tensas interpretaciones estaban a la altura de la ambición de la película. La revista televisiva Télérama la calificó de "notable", pues afronta el tema "de frente". Le Figaro dijo que estaba "magníficamente filmada y magistralmente interpretada (...), perfectamente equilibrada (...) gran televisión", y le otorgó una calificación máxima de cuatro estrellas sobre cuatro. The Nouvel Obs y Le Journal du Dimanche calificaron a la serie como un reflejo del punto de vista de la "izquierda propalestina británica", pero el último de ellos la elogió escribiendo que "no obstante, una ficción histórica útil para comprender un conflicto inextricable", mientras que el primero alabó su "espíritu épico, raro en la televisión". Le Monde ofreció un anticipo entusiasta de la serie en su suplemento TéléVisions junto con una larga entrevista con el director. Le Point predijo que Kosminsky recibiría una "lluvia de premios (...) [y] también mofas". Sin embargo, el crítico de La Croix fue más hostil, pues consideró que, aunque "no había duda de que la serie debe verse", "no puede confundirse con una lección de historia sino con una gran ficción partidista", marcada por los prejuicios y por una " vergonzosa" representación de los judíos. L'Express lo consideró hermoso pero demasiado largo.
El presidente del Consejo Representativo de las Instituciones Judías de Francia (CRIF) escribió una carta de queja al canal argumentando que "el espectador ve el conflicto palestino-israelí, por complejo que sea, solo como consecuencia de la violencia y la crueldad de los judíos", quienes son representados como tan extremistas que se excluye cualquier empatía hacia ellos". El CRIF no pidió que se retirara la emisión, sino que se equilibrara con un programa que adoptase una postura diferente y que se dejase claro el carácter ficcional de la serie. The Jewish Chronicle (JC) informó que el presidente de CRIF, Richard Prasquier, se había reunido con el presidente de Canal+, Bertrand Meheut. Según los informes, Prasquier le dijo que una serie de este tipo "solo podría avivar las llamas de la violencia antisemita" y, según los informes, Meheut prometió que los espectadores recibirían información equilibrada sobre el tema; el JC informó que Canal+ había acordado emitir un pie de foto que decía "La Promesa es ficción" antes de cada episodio. La Confederación de Judíos Franceses y Amigos de Israel (CJFAI) emitió un llamamiento (publicitado por el CRIF) a una manifestación contra el programa, que describió como "una saga vitriólica de desinformación asesina". La manifestación frente a las oficinas de Canal+ en la noche de la primera emisión de la serie atrajo a unos cientos de personas, y CRIF estuvo representada por su vicepresidente. La embajada de Israel en París no hizo comentarios.
Arte anunció que emitiría la serie en dos viernes por la noche, el 20 y el 27 de abril de 2012.

### Australia
La serie fue emitida por SBS en horario de domingo por la noche, del 27 de noviembre al 18 de diciembre de 2011. La reacción de la crítica fue positiva: The Australian seleccionó el primer episodio como su elección de la semana y calificó el desarrollo del los personaje y las interpretaciones como "convincentes", a lo que añadió que la serie "ofrece una visión de la historia de uno de los lugares más conflictivos del mundo". La agencia de prensa AAP escribió que "Foy brilla en medio de una historia poderosa" y que la serie nos enseña "algunas duras verdades". The Sydney Morning Herald dijo de la serie que era "ambiciosa (...) a la vez que poderosamente original y maravillosamente apasionante", y que ofrecía una "profunda veracidad". Doug Anderson, de este mismo diario, calificó la serie como "la mejor serie dramática de la televisión en la actualidad. (...) Esto es algo poderoso, que destila una enorme dificultad a un nivel profundamente personal", y el periódico seleccionó la serie para su reseña televisiva anual, en la que la describió como "adictiva... deslumbra a través de un retrato crudo y complejo del conflicto en Oriente Medio (...). La narración de Kosminsky es fascinante".
En Australia hubo una campaña a favor de la serie por parte de grupos que defienden la solidaridad con los palestinos.
Por su parte, el Consejo de Asuntos Australianos e Israelíes/Judíos y los Amigos de Israel de Australia Occidental instaron a los espectadores a quejarse, reiterando los comentarios negativos que se habían hecho en el Reino Unido. El senador Glenn Sterle se unió a las críticas y calificó la serie de "despectiva" y "antisemita". En enero de 2012, el Consejo Ejecutivo de los Judíos Australianos (ECAJ) presentó una queja de 31 páginas ante la SBS alegando que la serie "retrata implacablemente toda la presencia judía en todo el país, incluido el Israel moderno, como un acto de usurpación" por parte de los judíos que, sin excepción, son extranjeros, depredadores y ladrones y que imponen su usurpación mediante políticas brutales y racistas similares a las infligidas por los nazis al pueblo judío", y la comparó con la infame película nazi Jud Süss.
La Sociedad Democrática Judía de Australia declaró: "Estamos de acuerdo con la ECAJ en que los personajes judíos retratados resultan generalmente antipáticos en comparación con los personajes árabes. Pero no estamos en absoluto de acuerdo con que este sesgo equivalga a antisemitismo (...) En nuestra opinión, La Promesa es una valiosa contribución a los debates sobre este intrincado conflicto". También publicó el texto completo de la decisión de OfCom como una contribución al debate abierto.

### Otros países
Hasta enero de 2012, la serie había sido vendida también a SVT Suecia, YLE Finlandia, DR Dinamarca, RUV Islandia, RTV Eslovenia, Globosat Brasil y TVO Canadá. DR Dinamarca emitió la serie en horario vespertino en el canal DR2 durante el fin de semana de Pascua de 2012, bajo el título traducido Løftet som bandt ("La promesa que une"). En Alemania se emitió en el Canal ARTE el 20 de abril (Episodios 1 y 2) y el 27 de abril (Episodios 3 y 4). En Suecia se emitió en el canal SVT1 los miércoles por la noche a las 22:00 horas a partir del 2 de mayo.
La serie fue proyectada en abril de 2012 por la Cinemateca de Tel Aviv y la Cinemateca de Jerusalén en Israel, y en mayo de 2012 por la Cinemateca de Haifa, con cinco pases al mes para cada episodio en Tel Aviv, dos en Jerusalén y uno en Haifa. En Tel Aviv, la primera proyección del primer episodio fue el 9 de abril y terminó con una proyección final de los cuatro episodios el 26 de abril.  En Jerusalén, los cuatro episodios fueron proyectados durante dos días, el 14 y 15 y el 29 y 30 de abril. En Haifa, los episodios se proyectaron en jueves sucesivos, del 10 al 21 de mayo.
En los Estados Unidos se presentó una proyección de la serie en el Centro Comunitario Judío de Manhattan, Nueva York, en noviembre y diciembre de 2011, y la primera parte se mostró como parte del festival de cine "Otro Israel", mientras que el resto de la serie se mostró en episodios semanales durante las siguientes tres semanas.
En mayo de 2012 se anunció que la serie formaría parte de la oferta del servicio de televisión en línea Hulu a partir del 11 de agosto, y desde entonces ha estado disponible bajo demanda en dicha plataforma.